# Caroline Pohle
Caroline Pohle (1995) es una deportista alemana que compite en triatlón. Ganó una medalla de plata en el Campeonato Europeo de Triatlón de 2019, en el relevo mixto.

## Palmarés internacional
| Campeonato Europeo | Campeonato Europeo   | Campeonato Europeo | Campeonato Europeo |
| Año                | Lugar                | Medalla            | Prueba             |
| ------------------ | -------------------- | ------------------ | ------------------ |
| 2019               | Weert (Países Bajos) | Medalla de plata   | Relevo mixto       |